# Растоскуев, Борис Александрович
Борис Александрович Растоскуев (1919—2006) — советский инженер-гидротехник и организатор энергетического производства. Директор Красноярской ГЭС (1960—1989). Лауреат Государственной премии РСФСР в области архитектуры (1975) и Премии Совета Министров СССР (1978). Герой Социалистического Труда (1981).

## Биография
Родился 5 марта 1919 года в городе Петропавловске Акмолинской области в семье железнодорожного административного работника.
В 1938 году отец Б. А. Растоскуева, Александр Степанович Растоскуев в период сталинских репрессий был репрессирован и расстрелян.
С 1938 по 1939 годы работал на должности председателя культурно-политического совета на Петропавловском пимокатном заводе. С 1939 по 1944 годы проходил обучение на гидромелиоративном факультете Омского сельскохозяйственного института имени С. М. Кирова по окончании которого с отличием получил специализацию «инженер-гидротехник».
С 1944 по 1953 годы работал в должностях — инженера технического отдела, прораба и старшего прораба, начальника строительного участка, начальника технического отдела эксплуатации и главного инженера каскада Строительного треста «Иртышгэсстрой» на строительстве Усть-Каменогорской ГЭС. С 1953 по 1955 годы — исполняющий обязанности главного инженера и заместитель главного инженера эксплуатации Усть-Каменогорской ГЭС.
С 1956 по 1960 годы — исполняющий обязанности директора и главный инженер строящийся Красноярской гидро-электростанции. С 1960 по 1989 годы в течение двадцати девяти лет, Б. А. Растоскуев являлся организатором строительства и бессменным директором Красноярской ГЭС Министерства строительства электростанций СССР. 4 октября 1966 года Указом Президиума Верховного Совета СССР «за успехи в строительстве гидроэлектростанции» Борис Александрович Растоскуев был награждён Орденом Трудового Красного Знамени.
1 июня 1973 года Указом Президиума Верховного Совета СССР «за заслуги в строительстве и вводе Красноярской ГЭС в эксплуатацию» Борис Александрович Растоскуев был награждён Орденом Ленина.
В 1976 году Указом Президиума Верховного Совета СССР «за успехи в освоении уникального оборудования и достижение проектной мощности» Красноярская ГЭС под руководством Б. В. Растоскуева была награждена Орденом Трудового Красного Знамени.
31 марта 1981 года Указом Президиума Верховного Совета СССР «за выдающиеся производственные успехи, достигнутые в выполнении заданий десятой пятилетки и социалистических обязательств, и проявленную трудовую доблесть» Борис Александрович Растоскуев был удостоен звания Героя Социалистического Труда с вручением Ордена Ленина и золотой медали «Серп и Молот».
Помимо основной деятельности занимался и общественно-политической работой: избирался депутатом Красноярского краевого и Дивногорского городского исполнительных комитетов Советов депутатов трудящихся и членом Дивногорского городского комитета партии.
С 1989 года вышел на заслуженный отдых — персональный пенсионер союзного значения.
Скончался 29 октября 2006 года в Дивногорске, похоронен на аллее Славы Дивногорского городского кладбища.

## Награды
- Медаль «Серп и Молот» (31.03.1981)
- Орден Ленина (01.06.1973; 31.03.1981)
- Орден Трудового Красного Знамени (04.10.1966)
- Медаль «За доблестный труд в Великой Отечественной войне 1941—1945 гг.» (10.10.1953)

### Звания
- Государственная премия РСФСР в области архитектуры (23.12.1975 — «за архитектуру Красноярской гидроэлектростанции имени 50-летия СССР»)
- Почётный гражданин Дивногорска (20.10.1976)
- Почётный энергетик СССР

### Премии
- Премия Совета Министров СССР (08.08.1978 — «за разработку проекта и строительства жилого района города Дивногорска»)